# شیرین‌چشمه
شیرین‌چشمه  (به خط تاجیکی: ҷамоати деҳоти Ширинчашма) جماعت و روستایی در کشور تاجیکستان است که در ناحیهٔ تاجیک‌آباد ناحیه‌های تابع جمهوری قرار دارد. 

## لیست دهات تابعه
- پالیزک (Полезак)
- سیبستان (Себистон)
- سردآبک (Сардобак)
- سرنی (Саринай)
- شیرین‌چشمه (Ширинчашма)
- کوه‌دامن (Кӯҳдоман)